# Boćarski klub Trio Buzet
Boćarski klub Trio Buzet je bio boćarski klub iz mjesta Štrpeda kod Buzeta. Ugasio se 2012. kada spojio se sa Usluga Pazin u Trio Pazin, kasnije samo Pazin.
Klupsko sjedište bilo je na adresi Štrped 34, 52420 Buzet. 

## Klupski rezultati
Plasmani po prvenstvima:
1991.:

1992.:

1993.:

1994.:

1995.:

1996.:

1997.:

1998.:

1999.:

2000.:

2001.:

2002.:

2003.:

2004.: 3.

2005.: prvaci (2. u skupini "Sjever")

2006.: doprvak (3. u skupini "Sjever")

2007.: poluzavršnica (4. u skupini "Sjever")

2008.: prvaci Hrvatske

2009.: ?

2010.: prvaci Hrvatske (2. u ligi, pobijedili u doigravanju)

### Trofeji
Prvenstvo Hrvatske:
- osvajači: 2005., 2008., 2010.

Kup Hrvatske:
- 2004.: 1.mjesto
- 2005.: 1.mjesto
- 2007.: 1.mjesto
- 2008.: 1.mjesto

Kup Europe:
- 2009.: 1. mjesto

Najveći uspjeh kluba je osvajanje Kupa Europe 7. lipnja 2009., te je time ujednom postao i prvi hrvatski klub s područja Istre koji je osvojio naslov klupskog prvaka Europe. Završni turnir Kupa Europe se održao u francuskom gradu Saint Mauriceu 7. lipnja 2009. Do naslova su došli nakon što su na završnom turniru u polufinalu pobijedili talijanskog predstavnika San Danijela, a u finalu pobijedili slovenskog predstavnika Krima Stikinga, koji je prije toga pobijedio talijanskog BRB Ivreu. Trio Buzet je pobijedio Krima s 14:8, nakon što su odigrali susrete u parovima, trojkama, štafetnom izbijanju i brzinskom izbijanju. Europski prvaci su igrali u sastavu Bojan Novak, Dinko Beaković, Marko Beaković, Aleš Borčnik, Elvis Černeka, Alen Guštin, Marino Krizmanić, Roland Marčelja, Ante Papak, Gianfranco Santoro i Luka Žure.

## Vanjske poveznice
- Trio
- Buzetski list Trio Buzet prvak Europe